# Parachetolyga metopia
Parachetolyga metopia är en tvåvingeart som beskrevs av Bischof 1904. Parachetolyga metopia ingår i släktet Parachetolyga och familjen parasitflugor. Inga underarter finns listade i Catalogue of Life.